# Alice Bache Gould
Alice Bache Gould   (Cambridge, 5 de gener de 1868 - Simancas, 25 de juliol de 1953) va ser una matemàtica americana, filantropa, i historiadora, qui va passar molt del seu temps a Amèrica del Sud i Espanya.
Bache Gould va seguir estudis de grau en matemàtiques, i va ensenyar durant un temps al Carleton College, Minnesota donada la dificultat de trobar feina com a matemàtica. Com a historiadora, els seus estudis de Cristòfor Colom i de la Reina Isabel I de Castella van resultar en el relat biogràfic més complet de la tripulació de Cristòfor Colom. El 1942 Gould va esdevenir l'única dona membre corresponent de la Reial Acadèmia de la Història i fou admesa a l'Orde d'Isabel la Catòlica (el 1952).

## Educació i joventut
Alice Bache Gould va néixer el 5 de gener de 1868, a Cambridge (Massachusetts), filla de Benjamin Apthorp Gould (1824-1896) i Mary Apthorp Quincy Gould (1834-1883). La seva mare formava part de la família Quincy. El seu pare, un astrònom, va dirigir l'Observatori Nacional Argentí. Alice va viure breument amb la seva família a Córdoba, Argentina, abans tornar a Cambridge el 1871, per viure amb parents. Va viure principalment als Estats Units però viatjant sovint a l'Argentina. Tràgicament, mentre realitzaven un viatge d'aniversari al Rio Primero el 8 de febrer de 1874, les seves germanes més grans Susan Morton Quincy Gould i Lucretia Goddard Gould i la seva infermera Alvina Fontaine es van ofegar. Alice i els seus germans més joves, Mary i Benjamin, no van ser capaços d'ajuda-les. El 1883, Alice Bache Gould va patir una pèrdua més profunda quan va morir la seva mare. El seu pare finalment va retornar de l'Argentina el 1885.
El 1885 Gould va estudiar per un breu període a la Society for the Collegiate Instruction of Women in Cambridge (més tard el Radcliffe College), abans d'assistir al Bryn Mawr College de 1886 a 1889. Una de les seves amigues més properes era Emily Greene Balch. Es va graduar a Bryn Mawr el 1889 amb un A.B. en matemàtiques i física. Va anar a estudiar al Massachusetts Institute of Technology i al Newnham College a Cambridge, Anglaterra, de 1890 a 1893. Tot i que a Newnham es permetia a les dones assistir a les classes, encara tenien prohibit l'accés als títols de grau. Després d'ensenyar breument al Carleton College, a Northfield, Minnesota, el 1894 va esdevenir una estudiant de postgrau en matemàtiques a la Universitat de Chicago, estudiant amb Eliakim Hastings Moore. Tanmateix, la mort del seu pare el 1896, el final de la seva companyonia, i la seva pobra salut, li va impedir completar la seva tesi sobre geometria Brocardiana, un tipus de geometria desenvolupada per Henri Brocard. Va retornar a Cambridge per recuperar la seva salut.
El 17 de novembre de 1897, Alice va complir una de les ambicions del seu pare donant 20,000$ a l'Acadèmia Nacional de Ciències pel Fons Benjamin Apthorp Gould per donar suport investigadors i "avançar la ciència de l'astronomia". The New York Times va ho va identificar en aquell temps com "un dels fons més grans en el país".

## Puerto Rico
El 1901, Gould va publicar una monografia històrica sobre Louis Agassiz. Va ser elogiada per les seves descripcions de la personalitat d'Agassiz i els paisatges brasilers.
El 1903 Gould va viatjar a Puerto Rico, on va passar la major part set anys posteriors. Al voltant del 1905 Gould va començar un "Fons per professors de Puerto Rico" per recaptar diners per una escola d'infermeria. El 1907 va ser també una col·laboradora del Kissinger Relief Fund per l'estudi de febre groga, i va ser abordada per Bailey K. Ashford per donar suport a una escola de medicina tropical de Puerto Rico. Més tard, entre 1941 i 1947, Gould va donar uns 1.500 documents sobre Puerto Rico a la Biblioteca del Congrés.

## Espanya i el món nou
Durant la seva estada a Amèrica del Sud, Gould va estar interessada en la colonització de les Amériques, i va començar per escriure un article sobre la colonització primerenca de Barbados. El 1911, va anar a Espanya, parant per fer investigació sobre Cristòfor Colom i la Reina Isabel I de Castella al Arxiu General de Simancas i altres arxius espanyols. Va passar molta part de la resta de la seva vida allà.

### Primera Guerra Mundial
Durant Primera Guerra Mundial Gould va anar a l'Ambaixada dels Estats Units a Madrid on es va oferir com a voluntària a l'oficina d'espionatge. Va dirigir un esforç per enviar dones treballadores clericals a l'ambaixada per assistir al personal d'allà. El març de 1918, va retornar a Boston, esperant quedar-se allà per només uns quants mesos. Quan es va adonar de que no seria possible retornar a Espanya per algun temps, va intentar trobar feina de guerra als Estats Units que li permetés utilitzar la seva formació matemàtica. Hi havia poques opcions disponibles, però finalment va triar d'assistir a Forest Ray Moulton al Ordnance Departament a Washington DC, fent feina "rutinària i monòtona" treballant com un "ordinador", o ajudant el seu anterior supervisor, E. H. Moore, per ensenyar classes de navegació a estudiants de Naval ROTC a la Universitat de Chicago. Va escollir treballar amb Moore, i va gaudir de ser útil per la guerra. Esdevingué particularment interessada en les tècniques matemàtiques de navegació de cercle gran, i va començar a escriure el seu propi text sobre el tema. El 1919, ja no era necessària a la Universitat de Chicago i no va completar el text proposat.

### Recerques colombines
El primer article que Gould va publicar sobre la colonització espanyola de les Amèriques va aparèixer el 1924 al Boletín de la Real Academia de la Historia (els butlletins de la Reial Acadèmia de la Història). El 1925, va retornar a Espanya per continuar les seves recerques colombianes. Els 42 anys posteriors, els resultats de la seva recerca van ser publicats predominantment allà. El 1984, aquelles publicacions van ser recollides i reeditades amb el títol Nueva lista documentada de los tripulantes de Colón 1492.

### Guerra Civil espanyola
Durant la Guerra Civil espanyola del 1936 Gould va retornar breument a Boston. Durant aquesta estada a Boston va donar suport una altra causa filantròpica. El 1937, va ser la col·laboradora més important quan la històrica Josiah Quincy House va esdevenir la propietària de la Societat per la Preservació d'Antiguitats de Nova Anglaterra. Després de la guerra civil espanyola, Gould va retornar un altre cop a Espanya.

### Cristòfor Colom i els seus homes
Arran de les seves recerques, Gould va ser capaç de: identificar específicament els membres de tripulació que van acompanyar a Colom en el seu viatge transatlàntic de 1492, descriure'ls, exposar la seva situació històrica en detall i va corregir un nombre d'errors històrics. En els seus articles Gould va identificar 87 dels 90 tripulants. Els seus estudis van mostrar que només quatre dels membres de la tripulació tenien problemes amb la llei, destruint la versió que la majoria d'ells eren delinqüents i ex-presidiaris. També va demostrar que no n'hi havia cap procedent d'Anglaterra, Irlanda o el nord d'Europa. Va provar que Pedro de Lepe, l'existència del qual durant molt de temps havia estat discutida havia navegat amb Colom a la Santa María. Gould va trobar una còpia certificada del document que reconeixia drets i privilegis als descendents de Colom, i va ser elogiada particularment per habilitat de llegir la cal·ligrafia dels escrivans de tribunal. És molt reconeguda per haver salvat documents que altrament haurien estat descartats o destruïts.
Samuel Eliot Morison, qui va guanyar el Premi Pulitzer per la biografia de Cristòfor Colom, Admiral of the Ocean Sea: A Life of Christopher Columbus (1942) va descriure Gould de la manera següent: un "distingida senyora de cabell gris, vestida normalment de negre amb un barret clàssic, caminant amb determinació a l'Arxiu d'índies per trobar algun document per a mi que l'arxiver insistia que no existia." Eliot Morison va elogiar la seva beca, que va considerar "la peça més valuosa de recerca colombiana en el present [20è] segle."

## Premis
El 1942, Gould va esdevenir l'única dona membre corresponent de la Reial Acadèmia de la Història. El 1947, va esdevenir membre honorari de la Societat Colonial de Massachusetts, la primera dona acceptada com a afiliada. El 1952, li va ser atorgada l'Orde d'Isabel la Catòlica, lliurada a Sevilla per Joaquin Ruiz Jimenez, el Ministre espanyol d'Educació.

## Darrers anys
Sis anys abans de la seva mort, Gould va patir al carrer un col·lapse per insolació i se li va recomanar que baixés el ritme de treball. Gould va morir d'un vessament cerebral el 25 de juliol de 1953, al jardí del Castell de Simancas, a prop dels arxius.
Després que la seva mort, es va col·locar una placa a l'entrada principal en honor d' "Alice B. Gould il·lustre Investigadora nord-americana i una gran amiga d'Espanya. Va treballar en aquest arxiu durant quaranta anys i mort a la seva entrada en el 25 de juliol 1953”. A Simancas, Espanya, se li va posar el seu nom a una plaça.
El articles de Gould i els materials recopilats estan continguts en un nombre d'arxius, incloent-hi els de la Societat Històrica de Massachusetts, la Biblioteca del Congrés dels Estats Units, la Biblioteca Elmer Holmes Bobst de la Ciutat de Nova York, i la Reial Acadèmia de la Història d'Espanya.